# The Last Mission – Das Himmelfahrtskommando
The Last Mission – Das Himmelfahrtskommando (Originaltitel The Last Drop) ist ein britischer Kriegsfilm mit komischen Zügen von Regisseur Colin Teague aus dem Jahr 2006.

## Handlung
Während der alliierten Luftlandung in Holland 1944 wird eine britische Spezialtruppe mit der Sicherstellung von gestohlenen Kunstwerken und -schätzen beauftragt, die in einem Gehöft versteckt liegen und vom deutschen SS-Brigadeführer Kessler nach Berlin gebracht werden sollen. Doch die Mission Matchbox beginnt schon holprig, als der Trupp bei der Landung von der Einheit getrennt und der General getötet wird.
Zudem sind die deutschen Diebe Hans Beck und Jergen Voller ebenfalls hinter den Kunstwerken her, da Voller als ehemaliger Soldat von Kessler betrogen wurde und nur knapp der Hinrichtung entging. Die Situation spitzt sich zu, als sich amerikanische Truppen unter Major J. T. Colt dem Gehöft nähern und von den Schätzen erfahren.

## Hintergrund
Es handelt sich um eine Kriegskomödie, da beispielsweise die Thematik des Völker- und Massenmordes nicht thematisiert werden. Stattdessen steht der Wettlauf der verschiedenen Parteien um die Kunstschätze im Vordergrund.
Der angebliche SS-Brigadeführer trägt die Kragenspiegel eines SS-Gruppenführers. Das ist ein 2-Sterne General. Der schwarze Dienstwagen trägt die Kennzeichen WL für Wehrmacht-Luftwaffe. Es müsste aber SS sein. Statt des Einheits-PKW der Wehrmacht werden nur ARO M59 gefahren. Ein requirierter Wehrmachts-LKW ist ein IFA W50. Die Film-Requisite hat mehrfach versagt.

## Kritiken
„Mehr eine heitere Ganovenposse als etwa ein bewegendes WWII-Drama oder gar eine Anklage gegen Krieg oder Faschismus ist diese bis in Nebenrollen stark besetzte Abenteuerkomödie …“

„Die Kriegskomödie klammert den Völker- und Massenmord weitgehend aus und konzentriert sich auf die Caper-Movie-Elemente, wobei im pausenlosen Austauschen von Uniformen ein heilloses Durcheinander entsteht.“